# Hanshofen
Hanshofen ist ein Gemeindeteil von Mittelstetten im oberbayerischen Landkreis Fürstenfeldbruck. Der Weiler liegt circa zwei Kilometer östlich von Mittelstetten.

## Geschichte
Der Ort war bereits vor der Gebietsreform in Bayern in den 1970er Jahren ein Gemeindeteil von Mittelstetten.

## Baudenkmäler
Einziges Baudenkmal des Ortes ist die kleine Kapelle St. Katharina. Der spätgotische Bau wurde um 1700 barockisiert; markant ist sein schlankes Osttürmchen mit Zwiebelhaube. 
Siehe auch: Liste der Baudenkmäler in Hanshofen

## Bodendenkmäler
Siehe: Liste der Bodendenkmäler in Mittelstetten (Oberbayern)